# Kismaayo
Kismaayo er en by i den sydlige del af Somalia, med et indbyggertal på cirka 256.000. Byen ligger ved udmundingen af floden Juba, ved landets kyst til det Indiske Ocean. Byen har, som så mange andre byer i Somalia, været præget af voldsomme kampe under den somaliske borgerkrig.
0°22′S 42°32′Ø / 0.367°S 42.533°Ø